# El Carrizalillo, Lázaro Cárdenas
El Carrizalillo är en ort i Mexiko.   Den ligger i kommunen Lázaro Cárdenas och delstaten Michoacán de Ocampo, i den södra delen av landet, 400 km väster om huvudstaden Mexico City. El Carrizalillo ligger 19 meter över havet och antalet invånare är 108.
Terrängen runt El Carrizalillo är kuperad åt nordost, men västerut är den platt. Havet är nära El Carrizalillo åt sydväst. Runt El Carrizalillo är det ganska tätbefolkat, med 155 invånare per kvadratkilometer. Närmaste större samhälle är Chuquiapan, 10,5 km öster om El Carrizalillo. I omgivningarna runt El Carrizalillo växer i huvudsak lövfällande lövskog.